# Simard (Saône-et-Loire)
Simard is een gemeente in het Franse departement Saône-et-Loire (regio Bourgogne-Franche-Comté). De plaats maakt deel uit van het arrondissement Louhans. Simard telde op 1 januari 2022 1.175 inwoners.

## Geografie
De oppervlakte van Simard bedroeg op 1 januari 2022 22,12 vierkante kilometer; de bevolkingsdichtheid was toen 53,1 inwoners per km².

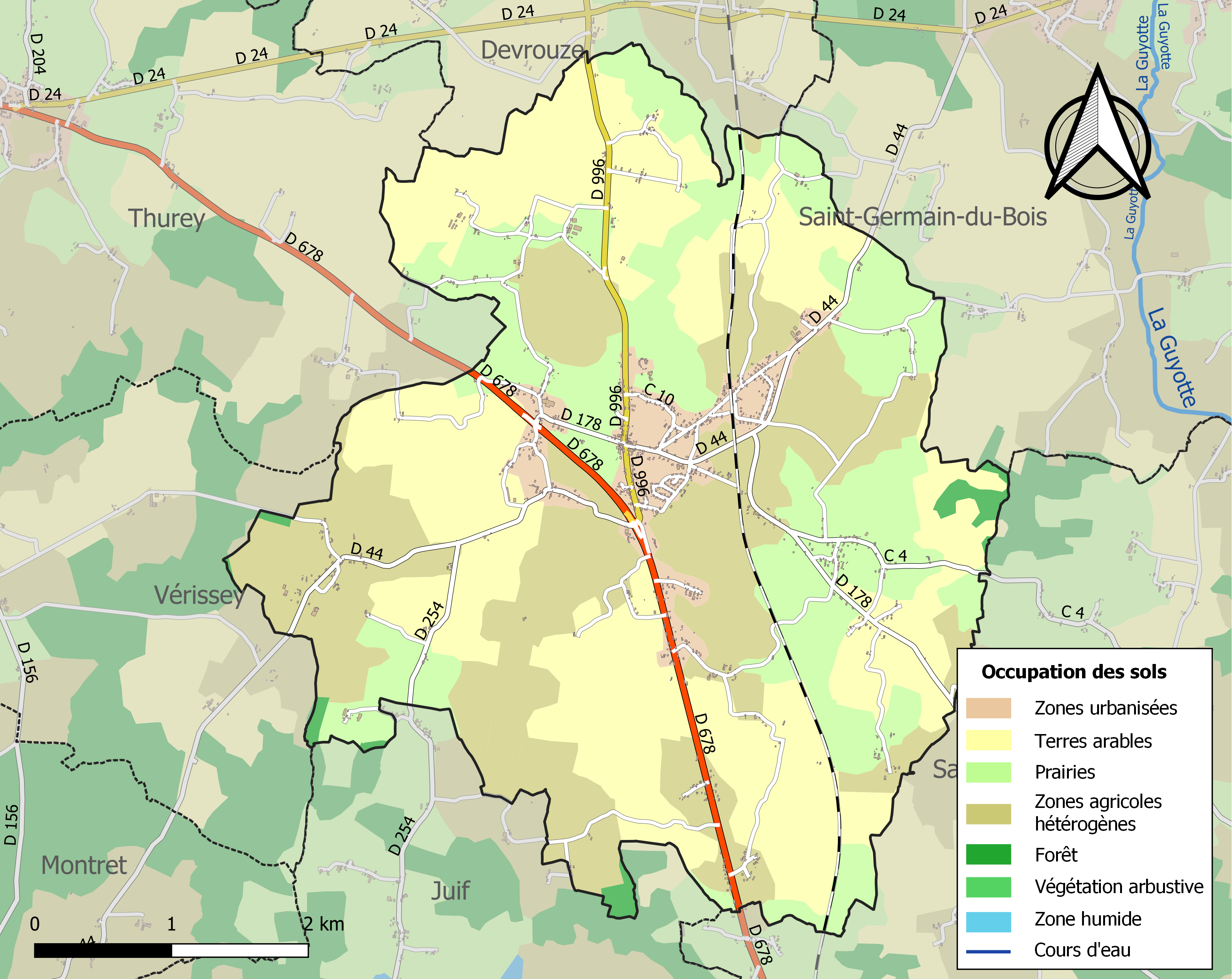
Kaart van de gemeente met de belangrijkste infrastructuur, bodemgebruik en omliggende gemeenten

## Demografie
Onderstaande figuur toont het verloop van het inwonertal (bron: INSEE-tellingen).